# Карини, Антонио
Антонио Карини (итал. Antonio Carini; 1872, Сондрио — 1950, Милан) — итальянский микробиолог, большую часть жизни работавший в Бразилии.
Окончил медицинский факультет университета в Павии, специализируясь в области гистологии. Затем стажировался в Туринском университете, изучая эмбриологию, и в Берне, изучая микробиологию. В 1906 году был приглашён возглавить Пастёровский институт в Сан-Паулу и проработал в Бразилии более 40 лет. За это время он описал более 50 ранее неизвестных или малоизученных микроорганизмов — в том числе выявил в качестве отдельного организма грибок Pneumocystis, описанный Карлусом Шагасом как особая форма жизненного цикла микроорганизма Trypanosoma; вид этого грибка был назван в его честь Pneumocystis carinii.
В 1937 году Карини был награждён орденом Южного Креста — высшей бразильской наградой для иностранцев. В 1947 году он вышел в отставку со всех постов и вернулся в Италию.